# آن يانغ
آن يانغ (بالصينية: 安洋) هو متزلج فني صيني، ولد في 23 يوليو 1984.

## وصلات خارجية
- آن يانغ على موقع الاتحاد الدولي للتزلج (الإنجليزية)
- آن يانغ على موقع الاتحاد الدولي للتزلج (الإنجليزية)